# 中野美奈
中野 美奈（なかの みな、1984年12月18日 - ）は、日本のAV女優。

## 略歴
2005年、『First Impression』（アイデアポケット）でデビュー。中野美奈子に顔立ちがそっくりなことからその名がつけられた。

## 作品

### アダルトビデオ
2005年
- First Impression（2月8日、アイデアポケット）
- バーチャルEX 僕の彼女はアナウンサー（3月8日、アイデアポケット）
- ANGEL HOSPITAL（4月8日、アイデアポケット）
- DIGITAL CHANNEL（5月7日、アイデアポケット）
- 僕の可愛い召使い（6月1日、アイデアポケット）
- MOUTH SHOWER（7月1日、アイデアポケット）
- 元気のミナモト（8月1日、アイデアポケット）
- シタギノナカミィ（8月26日、レイディックス）
- MAX SOAP QUEEN（9月1日、アイデアポケット）
- 中野美奈としてみませんか?（10月1日、アイデアポケット）
- ANGEL HOSPITAL BEST（10月1日、アイデアポケット）
- フェラチオデジモコレクション 2（11月1日、アイデアポケット）
- ハイパーデジタルモザイク Vol.007（11月13日、MOODYZ）
- めざましブッカケ（12月13日、MOODYZ）

2006年
- MINA NAKANO BEST（1月1日、アイデアポケット）[1]
- 使い捨てM奴隷（1月13日、MOODYZ）
- ゴックンランド（2月13日、MOODYZ）
- ハイパーデジタルモザイク Special Collection（3月1日、MOODYZ）
- 女子アナ 中出し生中継（4月6日、アイエナジー）
- 女教師 中出し20連発（5月4日、アイエナジー）
- 使い捨てM奴隷　Collection（5月13日、MOODYZ）
- 2005年アイデアポケット作品集（6月1日、アイデアポケット）
- 感じるレイプ?! 女子アナ 中出し20連発（6月8日、アイエナジー）
- 黒澤あららのぶっかけFUCK BEST（7月1日、アイデアポケット）
- MINA NAKANO BEST 2（7月1日、アイデアポケット）
- 拘束中出しM奴隷 中出し20連発（7月6日、アイエナジー）
- 放尿・おもらし 3時間（8月1日、MOODYZ）
- バス痴漢 中出し20連発（8月4日、アイエナジー）
- 女子銀行員 中出し20連発（9月21日、アイエナジー）
- ぶっかけ4時間（10月1日、アイエナジー）
- MAX SOAP QUEEN SOECIAL BEST（10月1日、アイデアポケット）
- 潮吹き4時間（11月1日、アイエナジー）
- VIRTUAL EX PREMIUM BOX（11月1日、アイデアポケット）
- 痴漢猥褻男（2006年12月7日、アイエナジー）他出演:北川絵美、@YOU、三津なつみ、上原留華、唯川純、姫野りむ、黒沢愛、元村あゆみ

2007年
- カミカゼガールズ Vol. 30（7月20日、カミカゼエンターテイメント）